# Mikulovice, Pardubice
Mikulovice là một làng thuộc huyện Pardubice, vùng Pardubický, Cộng hòa Séc.